# Tawhid-Moschee (Dietzenbach)
Die Tawhid-Moschee ist eine Moschee in der hessischen Stadt Dietzenbach. Sie besteht aus einem 1998 eröffneten Altbau und einem daran anschließenden repräsentativen Neubau, der 2016 eröffnet wurde. Die Moschee wird vom Verein Marokkanischer Islamischer Freundeskreis Tawhid-Moschee Dietzenbach e.V. betrieben.

## Geschichte
1998 erwarb die marokkanische islamische Gemeinde in Dietzenbach eine alte Lagerhalle in der Justus-von-Liebig-Straße und baute diese zu einem Gebetsraum um.
Die neue Moschee erhielt den Namen Tawhid, was „Gott als den Einen erkennen und sich zum Glauben an die Einheit Gottes bekennen“ oder „Einigkeit“ bedeutet.
2009 genehmigte der Magistrat der Stadt Dietzenbach die Erweiterung der Tawhid-Moschee um einen dreigeschossigen Neubau. Die Bauarbeiten für die Erweiterung des Sakralbaus wurden mit dem Vollzug des ersten Spatenstichs im Jahr 2012 aufgenommen. Obwohl der Rohbau bereits Anfang 2013 fertiggestellt werden konnte, dauerte es noch drei weitere Jahre, bis der Neubau im Sommer 2016 eröffnet wurde. Grund für die Verzögerung waren mehrere Bauunterbrechungen, die einerseits auf finanzielle Schwierigkeiten, andererseits auf fehlende Genehmigungen zurückzuführen waren.
Seit dem Abschluss der Innenarbeiten im Juni 2016 wird der Neubau für eine Vielzahl an Zwecken genutzt: So dient das Gebäude sowohl als Gebetssaal für Frauen und Kinder als auch als Ort für Schulungen, Fortbildungen und Geselligkeitsveranstaltungen.

## Gebäude
Die Tawhid-Moschee befindet sich im Gewerbegebiet Mitte der Kreisstadt Dietzenbach in der Justus-von-Liebig-Straße 8.
Das Bauwerk gliedert sich in eine eingeschossige Halle im Süden und ein dreigeschossiges, repräsentatives Gebäude mit zwei Treppenhaus-Türmen im Norden. Die Fassaden beider Gebäudeteile werden von großen Rundbogenfenstern dominiert und sind in zwei verschiedenen Grüntönen gestrichen. Der Altbau, der den Gebetssaal der Männer beherbergt, ist etwa 500 m² groß; der Neubau, in dem der Gebetssaal der Frauen untergebracht ist, kommt hingegen auf eine Fläche von etwa 1200 m².
Die Kosten für die Erweiterung der Moschee betrugen etwa 2 Millionen Euro und wurden laut eigenen Angaben ausschließlich durch Spenden der Gemeindemitglieder gedeckt.

## Moscheegemeinde
Die marokkanische islamische Gemeinde in Dietzenbach wurde 1990 gegründet. Die meisten Mitglieder kamen in den 1980er-Jahren aus der nordmarokkanischen Provinz Nador nach Dietzenbach.
1996 wurde mit dem Marokkanischen Islamischen Freundeskreis Tawhid-Moschee Dietzenbach e.V. ein offizieller Verein gegründet. Dieser hatte im Jahr 2012 nach eigenen Angaben etwa 450 Mitglieder.